# Relentless (песня)
«Relentless» — песня американского кантри-певца Джейсона Олдина, вышедшая 5 мая 2008 года в качестве третьего сингла из второго студийного альбома Олдина Relentless (2007). Песню написали Джеймс ЛеБлан и Джон Пол Уайт.
В конце 2008 года песня заняла 15-е место в американском хит-параде Billboard Hot Country Songs.

## Композиция
«Relentless» — это среднетемповая композиция, в которой рассказчик описывает свою возлюбленную как «неумолимую» натуру: «Я не могу его обогнать / Он продолжает приходить / Девочка, твоя любовь неумолима» («I can’t outrun it / Just keeps comin' / Girl, your love is relentless»). Он сравнивает её с дневной мечтой, разбивающимися волнами и штормом.

## Отзывы
Лианн Уорд из Country Universe поставила песне оценку B-. Она описала стихи как «несколько мутные», хотя и добавила, что они «могут застрять у вас в голове».

## Музыкальное видео
Режиссёром клипа выступил Райан Смит, а в эфир он вышел в июне 2008 года. Действие клипа происходит в мотеле, в некоторых сценах Джейсон Олдин и его группа находятся в номере мотеля, а в некоторых сценах Джейсон Олдин и его группа выступают на парковке.

## Коммерческий успех
Песня «Relentless» дебютировала на 54-м месте в американском чарте Billboard Hot Country Songs за неделю 10 мая 2008 года. Песня достигла вершины на 15 месте в американском чартеBillboard' Hot Country Songs, став первым синглом Олдина, не попавшим в Топ-10. Также он впервые не вошёл в Billboard Hot 100, хотя и занял 3-е место в Bubbling Under Hot 100 (эквивалентно 103-му месту в Hot 100).

## Чарты
| Чарт (2008)                          | Высшая позиция |
| ------------------------------------ | -------------- |
| Канада (Billboard Country)           | 47             |
| США Billboard Bubbling Under Hot 100 | 3              |
| США (Billboard Hot Country Songs)    | 15             |